# 广州市政务服务中心
广州市政务服务中心（英語：Guangzhou Government Service Center，别称为“广州财政大厦”），位于中国广东省广州市天河区猎德街道华利路61号。广州市政务服务中心是广州市政务服务和数据管理局、广州市财政局、广州市新闻中心的办公地点，于2008年2月28日正式启用。